# Sirm
Sirm (Syrmus, Σύρυος) fou un rei dels tribal·lis que quan es va assabentar que Alexandre el Gran anava a envair els seus dominis (335 aC) va enviar totes les dones i criatures que va trobar a una illa del Danubi de nom Peuce, i quan els macedonis es van acostar, ell mateix s'hi va refugiar amb els seus soldats.
Alexandre no va poder desembarcar a l'illa així que va travessar el riu i va atacar els getes, que va derrotar; a la tornada Sirm li va enviar ambaixadors per demanar la pau, que li fou concedida. Aquesta versió la dona Arrià, però Plutarc diu que Sirm fou derrotat en una gran batalla.